# Джон Кразински
Джон Бърк Кразински (на английски: John Burke Krasinski) е американски актьор и писател. Популярен е с ролята си в поредицата на NBC The Office, в която героят му се казва Джим Халпърт.

## Биография

### Произход и образование
Роден е на 20 октомври 1979 г. в Нютън, Масачузетс, в семейството на медицинската сестра Мери Клеър и специалиста по вътрешни болести – доктор Роналд Кразински. Той има двама по-големи братя, с които е отгледан в преградието Нютън.
Кразински завършва гимназия пре 1997 г., но преди да замине за колеж, си взима една година почивка, за да преподава английски език в Коста Рика. След това се записва в университета „Браун“ и завършва през 2001 г., със специалност като автор на пиеси и сценарии.

### Кариера
След колежа Кразински заминава за Ню Йорк, за да се опита да се реализира като актьор. Участва в различни рекламни клипове, играе гостуващи роли в телевизионни програми и участва на кастинги за пиеси на Бродуей. Начинаещият артист се появява в пиесата „What the Eunuch Saw“, режисирана и написана от бивш негов съученик в колежа. Следват многобройни малки роли в известни телевизионни поредици и забавни филми.
Кразински играе Гайдън във филма A New Wave, който е заснет преди The Office, който излиза през 2007 г. През 2006 г. той играе във филма „Усмивчица“ (Smiley Face). Едни от най-успешните роли на младия актьор е в романтичната комедия „Сватбен лиценз“ (Lisense to Wed), където тси партнира с Робин Уилямс и Менди Мор и в Leatherheads – с Джордж Клуни и Рене Зелуегър. Той участва и в Jarhead с режисьор Сам Мендес и след това – в неозаглавен филм, където играят Мая Рудолф и Шерил Хайнс.

## Филмография
| година | филм                                         | оригинално заглавие                         | роля                                | режисьор                    |
| ------ | -------------------------------------------- | ------------------------------------------- | ----------------------------------- | --------------------------- |
| 2000   | На кръстопът                                 | State and Main                              | Кейди                               | Дейвид Мамет                |
| 2004   | Кинси                                        | Kinsey                                      | Бен                                 | Бил Кондън                  |
| 2004   | Такси в Ню Йорк                              | Taxi                                        | Съобщител №3                        | Тим Стори                   |
| 2005   | Снайперисти                                  | Jarhead                                     | Ефрейтор Харигън                    | Сам Мендес                  |
| 2006   | Мечтателки                                   | Dreamgirls                                  | Сам Уолш                            | Бил Кондън                  |
| 2006   | Ваканцията                                   | The Holiday                                 | Бен                                 | Нанси Майърс                |
| 2007   | Усмивчица                                    | Smiley Face                                 | Брайвън Ериксън                     | Грег Араки                  |
| 2007   | Шрек Трети                                   | Shrek The Third                             | Ланселот                            | Крис Милър                  |
| 2007   | Сватбен лиценз                               | Lisence to Wed                              | Бен Мърфи                           | Кен Куапис                  |
| 2008   | Момичето на отбора                           | Leatherheads                                | Картър Ръдърфорд                    | Джордж Клуни                |
| 2009   | Чудовища срещу извънземни                    | Monsters vs. Aliens                         | Кътбърт                             | Роб Литърман, Конрад Върнън |
| 2009   | Не е лесно                                   | It's Complicated                            | Харли                               | Нанси Майърс                |
| 2011   | Нещо назаем                                  | Something Borrowed                          | Итън                                | Люк Грийнфийлд              |
| 2012   | Чудо сред ледовете                           | Big Miracle                                 | Адам Карлсън                        | Кен Куапис                  |
| 2013   | Вятърът се надига                            | The Wind Rises                              |                                     | Хаяо Миядзаки               |
| 2015   | Алоха                                        | Aloha                                       | Джон Уудсайд                        | Камерън Кроу                |
| 2016   | 13 часа: Тайните войници на Бенгази          | 13 Hours: The Secret Soldiers of Benghazi   | Джак Силва                          | Майкъл Бей                  |
| 2018   | Нито звук                                    | A Quiet Place                               | Ли Абът                             | Джон Кразински              |
| 2020   | Нито звук 2                                  | A Quiet Place: Part II                      | Ли Абът                             | Джон Кразински              |
| 2021   | Свободен играч                               | Free Guy                                    |                                     | Шон Леви                    |
| 2022   | Доктор Стрейндж в мултивселената на лудостта | Doctor Strange in the Multiverse of Madness | Рийд Ричардс / Господин Фантастичен | Сам Рейми                   |
| 2022   | DC Лигата на супер-любимците                 | DC League of Super-Pets                     | Кал-Ел / Кларк Кент / Супермен      | Джаред Стърн                |
| 2024   | Измислени приятели                           | IF                                          | Маршмалоу Мен                       | Джон Кразински              |